# (3455) Kristensen
(3455) Kristensen (1985 QC) – planetoida z pasa głównego asteroid okrążająca Słońce w ciągu 3,36 lat w średniej odległości 2,24 j.a. Odkrył ją Edward Bowell 20 sierpnia 1985 roku.